# Mistrz Godzinek Marszałka Boucicaut

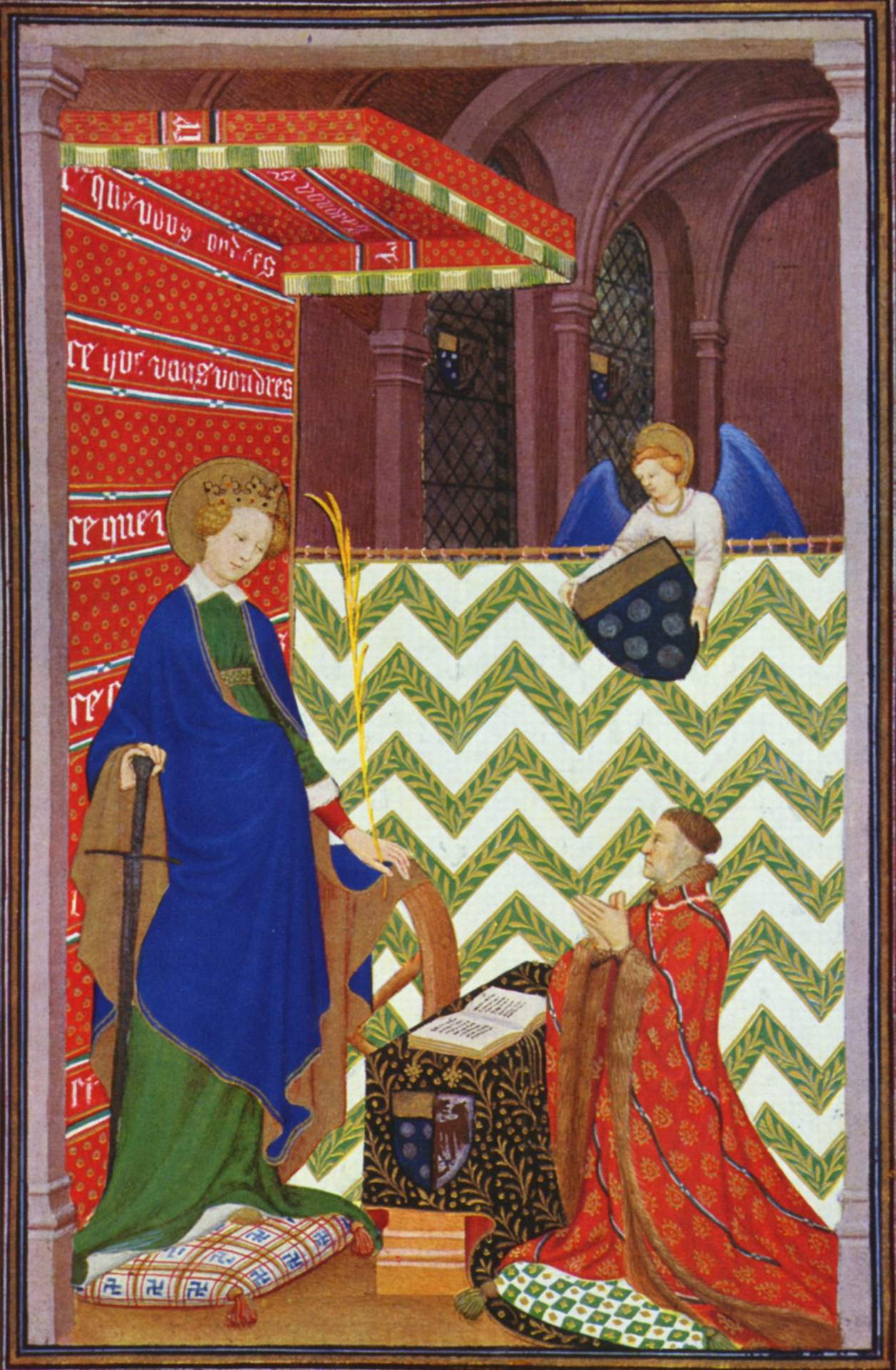
Marszałek Boucicaut przed św. Katarzyną
iluminacja z Godzinek Marszałka Boucicaut

Mistrz Godzinek Marszałka Boucicaut (Mistrz Boucicaut) – flamandzki lub francuski iluminator czynny w Paryżu w latach 1400-1430.

## Życie i działalność artystyczna
Anonimowy artysta, znany jako Mistrz Godzinek Marszałka Boucicaut, swój przydomek otrzymał od przezwiska Jeana II Le Meingre'a zwanego Boucicaut, który został marszałkiem Francji w 1391 roku. Dla niego malarz wykonał iluminacje do paryskich Godzinek. Pierwsze nauki artysta pobierał w warsztatach iluminatorskich w Paryżu. Być może był związany z franko-flamandzkim warsztatem Mistrza z roku 1402. Niektórzy historycy sztuki identyfikowali go z brugijskim malarzem Jacques'em Coene’em (w zachowanych dokumentach archiwalnych z tego okresu występuje jako Jacobus Cona de Bruges), czynnym w Paryżu pod koniec XV wieku. Mistrz Boucicaut prowadził warsztat i nadzorował prace artystów zlecone przez króla Francji Karola Szalonego, przedstawicieli arystokracji oraz zamożnej burżuazji.

## Innowacyjność stylu
Swój talent jako miniaturzysta Mistrz Boucicaut rozwinął w dekoracjach wykonanych do Godzinek Marszałka Boucicaut. Zastosował w nich całą gamę różnych rozwiązań artystycznych: od tradycyjnych schematycznych rozwiązań stosowanych w paryskich warsztatach do indywidualnych koncepcji związanych z formą i przestrzenią. Zdaniem Krystyny Secomskiej udało mu się połączyć plastyczny, italianizujący modelunek Jacquemarta de Hesdin z urokami linearnej, delikatnej maniery paryskiej. (...) Był pierwszym malarzem europejskim, który odkrył prawo perspektywy powietrznej. Równie innowacyjne były sceny wewnątrz pomieszczeń. Poprzednicy Boucicauta ukazywali takie sceny od zewnątrz, bez ściany frontowej; on sam przesunął punkt perspektywy do przodu. Kolejny innowacyjny środek artystyczny zastosował w całostronicowej miniaturze pochodzącej z Godzinek Marszałka Boucicaut przedstawiającej marszałka Boucicaut klęczącego przed św. Katarzyną. Oś kompozycji ze środka została przesunięta ku prawej stronie; takie rozwiązanie zapowiadało, jak to ujęła polska historyk sztuki Krystyna Secomska, perspektywę ekscentryczną Jana van Eycka. Historyk sztuki Erwin Panofsky w sztuce van Eycka (głównie w miniaturach Godzinek turyńsko-mediolańskich czy w Tryptyku Giustiniami) dostrzegał reminiscencje sztuki Mistrza Boucicauta.